# Rhyacophila glaberrima
Rhyacophila glaberrima är en nattsländeart som beskrevs av Georg Ulmer 1907. Rhyacophila glaberrima ingår i släktet Rhyacophila och familjen rovnattsländor. Inga underarter finns listade i Catalogue of Life.